# Temporada 2017-18 del West Ham United
La Temporada 2017-18 del West Ham United es la sexta campaña consecutiva en la Premier League desde que el club ascendió en la temporada 2011-12. Es la 22.ª vez que el equipo compite en la Premier y la 60.ª vez que compite en la primera categoría en 123 años de historia.
Esta fue su segunda temporada en el nuevo estadio del club, el Estadio Olímpico de Londres. Durante agosto de 2017, el club no pudo jugar en el olímpico, debido a que fue usado para el Campeonato Mundial de Atletismo de 2017  y estaba con trabajos de adaptación para poder acoger encuentros de fútbol nuevamente.
Además de la Premier League, West Ham United participara en la FA Cup y en la Copa de la Liga (League Cup), entrando en la tercera ronda por la FA Cup y la segunda ronda de la EFL Cup.
El 7 de noviembre de 2017, David Moyes fue nombrado como entrenador por un contrato por seis meses, mientras que West Ham marchaba en la posición 18 de la Premier League, con nueve puntos en once partidos.

## Jugadores

### Información de plantilla
Esta es la plantilla del West Ham United para la temporada 2017-18.
| Porteros        |                |                                            |                      |    |                            |
| 13              | Guardameta     | Bandera de España                          | Adrián               | 30 | Real Betis                 |
| 25              | Guardameta     | Bandera de Inglaterra                      | Joe Hart             | 30 | Manchester CIty (préstamo) |
| Defensas        |                |                                            |                      |    |                            |
| 2               | Defensa        | Bandera de Australia                       | Winston Reid         | 29 | Midtjylland                |
| 3               | Defensa        | Bandera de Inglaterra                      | Aaron Cresswell      | 27 | Ipswich Town               |
| 4               | Defensa        | Bandera de Portugal                        | José Fonte           | 33 | Southampton                |
| 5               | Defensa        | Bandera de Argentina                       | Pablo Zabaleta       | 32 | Manchester City            |
| 19              | Defensa        | Bandera de Gales                           | James Collins        | 34 | Aston Villa                |
| 21              | Defensa        | Bandera de Italia                          | Angelo Ogbonna       | 29 | Juventus                   |
| 22              | Defensa        | Bandera de Inglaterra                      | Sam Byram            | 24 | Leeds United               |
| 26              | Defensa        | Bandera de República Democrática del Congo | Arthur Masuaku       | 23 | Olympiacos                 |
| 27              | Defensa        | Bandera de Francia                         | Patrice Evra         | 36 | Marsella                   |
| 41              | Defensa        | Bandera de Irlanda                         | Declan Rice          | 18 | Inferiores                 |
| Centrocampistas |                |                                            |                      |    |                            |
| 8               | Centrocampista | Bandera de Senegal                         | Cheikhou Kouyaté     | 27 | Stoke City                 |
| 10              | Centrocampista | Bandera de Argentina                       | Manuel Lanzini       | 24 | Al Jazira                  |
| 14              | Centrocampista | Bandera de España                          | Pedro Obiang         | 32 | Sampdoria                  |
| 16              | Centrocampista | Bandera de Inglaterra                      | Mark Noble (capitán) | 29 | Inferiores                 |
| 18              | Centrocampista | Bandera de Portugal                        | João Mário           | 24 | Inter Milan (préstamo)     |
| 23              | Centrocampista | Bandera de Montenegro                      | Sead Hakšabanović    | 18 | Halmstads BK               |
| 31              | Centrocampista | Bandera de Suiza                           | Edimilson Fernandes  | 21 | Sion                       |
| 36              | Centrocampista | Bandera de Portugal                        | Domingos Quina       | 17 | Chelsea                    |
| Delanteros      |                |                                            |                      |    |                            |
| 7               | Delantero      | Bandera de Austria                         | Marko Arnautović     | 28 | Stoke City                 |
| 9               | Delantero      | Bandera de Inglaterra                      | Andy Carroll         | 28 | Liverpool F. C.            |
| 12              | Delantero      | Bandera de Inglaterra                      | Jordan Hugill        | 25 | Preston North End          |
| 15              | Delantero      | Bandera de Senegal                         | Diafra Sakho         | 27 | Metz                       |
| 17              | Delantero      | Bandera de México                          | Javier Hernández     | 29 | Bayer Leverkusen           |
| 20              | Delantero      | Bandera de Ghana                           | André Ayew           | 27 | Swansea City               |
| 29              | Delantero      | Bandera de España                          | Toni Martínez        | 20 | Valencia                   |
| 30              | Delantero      | Bandera de Inglaterra                      | Michail Antonio      | 27 | Nottingham Forest          |

1. Edades corresponden al inicio de la temporada. (Julio 2017).

### De las inferiores
| \| # \| Pos \| Nac \| Nombre \| \| -- \| --- \| --- \| -------------- \| \| 32 \| \| \| Reece Burke \| \| 33 \| \| \| Josh Cullen \| \| 35 \| \| \| Reece Oxford \| \| 37 \| \| \| Nathan Holland \| |                |                       |                |
| # | Pos            | Nac                   | Nombre         |
| 32 | Defensa        | Bandera de Inglaterra | Reece Burke    |
| 33 | Centrocampista | Bandera de Irlanda    | Josh Cullen    |
| 35 | Defensa        | Bandera de Inglaterra | Reece Oxford   |
| 37 | Centrocampista | Bandera de Inglaterra | Nathan Holland |

## Estadísticas

### Partidos y goles
Hasta el ultimo encuentro de la temporada el 13 de mayo de 2018.
| #                                                                          | Pos | Origen                                     | Nombre              | Premier League | Premier League | FA Cup | FA Cup | EFL CUP | EFL CUP | Total | Total |
| -------------------------------------------------------------------------- | --- | ------------------------------------------ | ------------------- | -------------- | -------------- | ------ | ------ | ------- | ------- | ----- | ----- |
| #                                                                          | Pos | Origen                                     | Nombre              | PJ             | G              | PJ     | G      | PJ      | G       | PJ    | G     |
| 13                                                                         | ARQ | Bandera de España                          | Adrián              | 19             | 0              | 0      | 0      | 3       | 0       | 22    | 0     |
| 25                                                                         | ARQ | Bandera de Inglaterra                      | Joe Hart            | 19             | 0              | 3      | 0      | 1       | 0       | 23    | 0     |
| 2                                                                          | DEF | Bandera de Nueva Zelanda                   | Winston Reid        | 17             | 0              | 1      | 0      | 1       | 0       | 19    | 0     |
| 3                                                                          | DEF | Bandera de Inglaterra                      | Aaron Cresswell     | 35+1           | 1              | 1      | 0      | 2       | 0       | 39    | 1     |
| 5                                                                          | DEF | Bandera de Argentina                       | Pablo Zabaleta      | 37             | 0              | 1+1    | 0      | 0       | 0       | 39    | 0     |
| 19                                                                         | DEF | Bandera de Gales                           | James Collins       | 12+1           | 1              | 0      | 0      | 2       | 0       | 15    | 1     |
| 21                                                                         | DEF | Bandera de Italia                          | Angelo Ogbonna      | 32             | 1              | 3      | 0      | 4       | 2       | 39    | 3     |
| 22                                                                         | DEF | Bandera de Inglaterra                      | Sam Bryam           | 2+3            | 0              | 2      | 0      | 3       | 0       | 10    | 0     |
| 26                                                                         | DEF | Bandera de República Democrática del Congo | Arthur Masuaku      | 21+6           | 0              | 3      | 0      | 3       | 0       | 33    | 1     |
| 27                                                                         | DEF | Bandera de Francia                         | Patrice Evra        | 3+2            | 0              | 0      | 0      | 0       | 0       | 5     | 0     |
| 41                                                                         | DEF | Bandera de Irlanda                         | Declan Rice         | 15+11          | 0              | 1      | 0      | 4       | 0       | 31    | 0     |
| 8                                                                          | MDC | Bandera de Senegal                         | Cheikhou Kouyaté    | 32+1           | 2              | 1      | 0      | 2+1     | 0       | 37    | 2     |
| 10                                                                         | MDC | Bandera de Argentina                       | Manuel Lanzini      | 23+4           | 5              | 1      | 0      | 1       | 0       | 29    | 5     |
| 14                                                                         | MDC | Bandera de España                          | Pedro Obiang        | 18+3           | 2              | 3      | 0      | 2+1     | 0       | 27    | 2     |
| 16                                                                         | MDC | Bandera de Inglaterra                      | Mark Noble          | 28+1           | 4              | 0+1    | 0      | 3       | 0       | 33    | 4     |
| 18                                                                         | MDC | Bandera de Portugal                        | João Mário          | 12+1           | 2              | 0+1    | 0      | 0       | 0       | 14    | 2     |
| 23                                                                         | MDC | Bandera de Montenegro                      | Sead Hakšabanović   | 0              | 0              | 0+1    | 0      | 1       | 0       | 2     | 0     |
| 30                                                                         | MDC | Bandera de Inglaterra                      | Michail Antonio     | 16+5           | 3              | 0      | 0      | 0       | 0       | 21    | 3     |
| 31                                                                         | MDC | Bandera de Suiza                           | Edimilson Fernandes | 9+5            | 0              | 0      | 0      | 2       | 0       | 16    | 0     |
| 33                                                                         | MDC | Bandera de Irlanda                         | Josh Cullen         | 0+2            | 0              | 3      | 0      | 0       | 0       | 5     | 0     |
| 36                                                                         | MDC | Bandera de Portugal                        | Domingos Quina      | 0              | 0              | 0+1    | 0      | 1+2     | 0       | 4     | 0     |
| 37                                                                         | MDC | Bandera de Inglaterra                      | Nathan Holland      | 0              | 0              | 0      | 0      | 0+1     | 0       | 1     | 0     |
| 7                                                                          | DEL | Bandera de Austria                         | Marko Arnautović    | 28+3           | 11             | 0+1    | 0      | 1+2     | 0       | 35    | 11    |
| 9                                                                          | DEL | Bandera de Inglaterra                      | Andy Carroll        | 7+9            | 3              | 0      | 0      | 1+1     | 0       | 18    | 3     |
| 12                                                                         | DEL | Bandera de Inglaterra                      | Jordan Hugill       | 0+3            |                | 0      | 0      | 0       | 0       | 3     | 0     |
| 17                                                                         | DEL | Bandera de México                          | Javier Hernández    | 16+12          | 8              | 2      | 0      | 1+2     | 0       | 33    | 8     |
| Jugadores que dejaron el club o se fueron a préstamo durante la temporada. |     |                                            |                     |                |                |        |        |         |         |       |       |
| 4                                                                          | DEF | Bandera de Portugal                        | José Fonte          | 8              | 0              | 0      | 0      | 0       | 0       | 8     | 0     |
| 15                                                                         | DEL | Bandera de Senegal                         | Diafra Sakho        | 0+14           | 2              | 0      | 0      | 2+1     | 2       | 17    | 4     |
| 20                                                                         | DEL | Bandera de Ghana                           | André Ayew          | 9+9            | 3              | 2      | 0      | 4       | 3       | 24    | 6     |
| 29                                                                         | DEL | Bandera de España                          | Toni Martínez       | 0              | 0              | 2+1    | 0      | 0       | 0       | 3     | 0     |
| 32                                                                         | DEF | Bandera de Inglaterra                      | Reece Burke         | 1              | 0              | 3      | 1      | 0       | 0       | 3     | 1     |
| 35                                                                         | DEF | Bandera de Inglaterra                      | Reece Oxford        | 0              | 0              | 1+1    | 0      | 0       | 0       | 3     | 0     |

## Amistosos
West Ham jugó seis encuentros amistosos por la pretemporada, primero contra Sturm Graz II el 17 de julio de 2017 en Bad Waltersdorf, Austria, para luego enfrentar a Fulham el 20 de julio en Graz. West Ham  después viajaria a Alemania, donde jugó con Werder Bremen en una llave de dos encuentros por la Betway Cup donde perdieron por 3-2 en el agregado, seguido de un amistoso frente al Altona 93 el 1 de agosto. West Ham entonces viajó a Islandia para enfrentar a otro equipo de la Premier League, el Manchester City, en Raykjavík,
En marzo de 2018, por la pausa en la Premier League debido a la FA Cup y encuentros internacionales, el club viajó para enfrentar al Dagenham & Redbridge para un encuentro a beneficencia para dicho club.
| Amistoso; 17 de julio de 2017, 18:30 | Sturm Graz II | 0:0'    | West Ham United | Thermenstadion, Bad Waltersdorf, Austria |  |
|                                      |               | Reporte |                 |                                          |  |

| Amistoso; 20 de julio de 2017, 19:00 | West Ham United              | 2:1'    | Fulham          | Sportzentrum Weinzödl, Graz, Austria |  |
|                                      | - Lanzini 14' - Fletcher 40' | Reporte | - 81' Sessegnon |                                      |  |

| Betway Cup; 28 de julio de 2017, 18:30 | Werder Bremen   | 1:0'    | West Ham United | Osterwald-Stadion, Schneverdingen, Alemania |                                |
|                                        | - Eggestein 12' | Reporte |                 | Asistencia: 3,350 espectadores              | Asistencia: 3,350 espectadores |

| Betway Cup; 29 de julio de 2017, 15:30 | Werder Bremen                      | 2:2 (3-2 global) | West Ham United                 | Heinz-Dettmer, Lohne, Alemania |                                |
|                                        | - Caldirola 15' - Zhang Yuning 81' | Reporte          | - 26' Arnautović - 75' Martínez | Asistencia: 3,646 espectadores | Asistencia: 3,646 espectadores |

| Amistoso; 1 de agosto de 2017, 18:30 | Altona 93                                 | 3:3'    | West Ham United                                              | Adolf-Jäger-Kampfbahn, Hamburgo, Alemania |                                |
|                                      | - Brisevac 5' - Thiessen 39' - Strode 58' | Reporte | - 6' Martínez - 53' Ayew - 72' Du Preez (autogol) - 42' Reid | Asistencia: 5,000 espectadores            | Asistencia: 5,000 espectadores |

| Amistoso; 4 de agosto de 2017, 14:00 | Manchester City                        | 3:0'    | West Ham United | Laugardalsvöllur, Reykjavik, Islandia |                                |
|                                      | - Jesus 8' - Agüero 55' - Sterling 70' | Reporte |                 | Asistencia: 6,237 espectadores        | Asistencia: 6,237 espectadores |

| Amistoso; 21 de marzo de 2018, 19:30 | Dagenham & Redbridge | 1:3'    | West Ham United                 | Victoria Road, Dagenham, Londres                        |                                                         |
|                                      | - Bloomfield 60'     | Reporte | - 42' (56) Antonio - 87' Hugill | Asistencia: 4,515 espectadores Árbitro(s): Tim Robinson | Asistencia: 4,515 espectadores Árbitro(s): Tim Robinson |

## Competiciones

### Resumen
| Competición    | Datos | Datos | Datos | Datos | Datos | Datos | Datos | Datos |
| Competición    | PJ    | PG    | PDE   | PL    | GF    | GC    | Dif   | %V    |
| -------------- | ----- | ----- | ----- | ----- | ----- | ----- | ----- | ----- |
| Premier League | 38    | 10    | 12    | 16    | 48    | 68    | -20   | 26.32 |
| FA Cup         | 3     | 1     | 1     | 1     | 1     | 2     | -1    | 33.33 |
| League Cup     | 4     | 3     | 0     | 1     | 8     | 3     | +5    | 75.00 |
| Total          | 45    | 14    | 13    | 18    | 57    | 73    | -16   | 31.11 |

Actualizado al: 13 de mayo de 2018

### Premier League

#### Tabla de posiciones
| Pos | Equipo                 | PJ | PG | PE | PP | GF | GC | DG  | Pts. |
| --- | ---------------------- | -- | -- | -- | -- | -- | -- | --- | ---- |
| 11  | Crystal Palace         | 38 | 11 | 11 | 16 | 45 | 55 | -10 | 44   |
| 12  | Bournemouth            | 38 | 11 | 11 | 16 | 45 | 61 | -16 | 44   |
| 13  | West Ham United        | 38 | 10 | 12 | 16 | 48 | 68 | -20 | 42   |
| 14  | Watford                | 38 | 11 | 8  | 19 | 44 | 64 | -20 | 41   |
| 15  | Brighton & Hove Albion | 38 | 9  | 13 | 16 | 34 | 54 | -20 | 40   |

Fuente: Premier League

#### Resumen de resultados
| Total |    |    |    |    |    |     |     |
| PJ    | PG | PE | PP | GF | GC | Dif | Pts |
| 38    | 10 | 12 | 16 | 48 | 68 | -20 | 42  |

| Casa |    |    |    |    |    |     |     |
| PJ   | PG | PE | PP | GF | GC | Dif | Pts |
| 19   | 7  | 6  | 6  | 24 | 26 | -2  | 27  |

| Fuera |    |    |    |    |    |     |     |
| PJ    | PG | PE | PP | GF | GC | Dif | Pts |
| 19    | 3  | 6  | 10 | 24 | 42 | -18 | 15  |

Fuente: Premier League

#### Partidos
El sorteo de la Premier League 2017-18 se llevó a cabo el 14 de junio de 2017. West Ham viajó a Mánchester para enfrentar al City en la primera fecha. 
| 4° jornada; 13 de agosto de 2017, 16:00 BST | Manchester United                           | 4:0     | West Ham United | Old Trafford, Mánchester                                    |                                                             |
|                                             | - Lukaku 35' (52) - Martial 87' - Pogba 90' | Reporte |                 | Asistencia: 74,928 espectadores Árbitro(s): Martin Atkinson | Asistencia: 74,928 espectadores Árbitro(s): Martin Atkinson |

| 2° jornada; 19 de agosto de 2017, 15:00 BST | Southampton                                 | 3:2     | West Ham United                       | St Mary's Stadium, Southampton                        |                                                       |
|                                             | - Gabbiadini 11' - Tadić 38' - Austin 90+3' | Reporte | - 45' (74) Hernández - 33' Arnautović | Asistencia: 31,424 espectadores Árbitro(s): Lee Mason | Asistencia: 31,424 espectadores Árbitro(s): Lee Mason |

| 3° jornada; 26 de agosto de 2017, 15:00 BST | Newcastle United                        | 3:0     | West Ham United | St James' Park, Newcastle upon Tyne                        |                                                            |
|                                             | - Joselu 36' - Clark 72' - Mitrović 86' | Reporte |                 | Asistencia: 52,093 espectadores Árbitro(s): Neil Swarbrick | Asistencia: 52,093 espectadores Árbitro(s): Neil Swarbrick |

| ° jornada; 11 de noviembre de 2017, 00:00 BST | West Ham United                           | 0:0 | V                       | Estadio Olímpico de Londres, Stratford, Londres |  |
|                                               | - GOLEADOR 1 15' - GOL 2 29' - EVENTO 69' |     | - 74' GOL 1 - 75' GOL 2 |                                                 |  |

| ° jornada; 11 de noviembre de 2017, 00:00 BST | L                                         | 0:0 | West Ham United         | Est, S |  |
|                                               | - GOLEADOR 1 15' - GOL 2 29' - EVENTO 69' |     | - 74' GOL 1 - 75' GOL 2 |        |  |